# Heinrich IV. von Barmstede
Heinrich IV. von Barmstede († vermutlich am 17. März 1285 in Uetersen) war ein holsteinischer Adliger.

## Leben und Wirken
Heinrich IV. von Barmstede war ein Sohn von Heinrich III. von Barmstede und dessen Ehefrau Margarethe. Wie sein Vater und vorherige Mitglieder der Familie Barmstede besaß er das Land Haseldorf. 
Da der Erzbischof Giselbert von Brunkhorst die Beziehungen zu Graf Burchard von Wölpe verbessern wollte, vermachte er diesem lebenslänglich die Rechte an Haseldorf. Heinrich IV. kämpfte 1282 ohne bischöfliche Unterstützung gegen die holsteinischen Grafen und die Stadt Hamburg. Die Kämpfe fanden vor Uetersen statt und endeten mit der Besetzung durch die Grafen, denen sich Heinrich IV. unterwerfen musste. In Folge der Niederlage musste er 5000 Mark Buße zahlen.

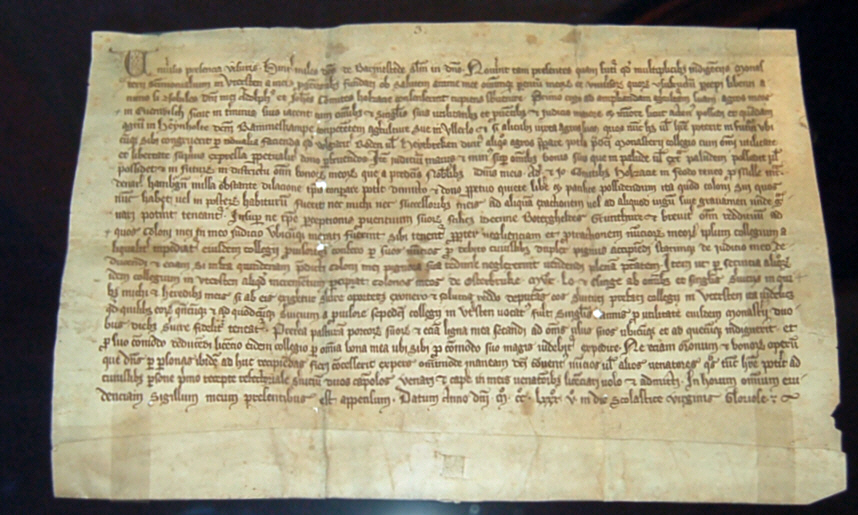
Schenkungsurkunde Heinrichs aus dem Jahr 1285

Letztmals verzeichnet ist Heinrich IV. bei einer großzügigen Schenkung für das Kloster Uetersen, die er im Februar 1285 leistete. Einen Monat später starb er vermutlich in Uetersen unter nicht näher dokumentierten, gewaltsamen Umständen. Die Adelsfamilie von Barmstede hatte damit ihren Einfluss in der Region verloren. 
In Dokumenten von 1286 wird ein unmündiger und noch nicht siegelfähiger Sohn Heinrich IV. genannt, der Otto II. geheißen haben soll und dessen Mutter nicht bekannt ist. In späteren Unterlagen ist sein weiterer Lebensweg nicht dokumentiert. Er starb entweder in jungen Jahren oder wurde für nicht legitimiert geboren erklärt, wofür es Hinweise gibt.